# B. Everett Jordan
B. Everett Jordan (Ramseur, 1896. szeptember 8. – Saxapahaw, 1974. március 15.) az Amerikai Egyesült Államok szenátora (Észak-Karolina, 1958–1973).